# Aporosa sphaeridiophora
Aporosa sphaeridiophora är en emblikaväxtart som beskrevs av Elmer Drew Merrill. Aporosa sphaeridiophora ingår i släktet Aporosa och familjen emblikaväxter.

## Underarter
Arten delas in i följande underarter:
- A. s. campanulata
- A. s. sphaeridiophora